# Aj Zombies!
Aj Zombies! (también conocido como: Aj Zombies!: La película) es una película de comedia de terror y aventura peruana de 2017 dirigida por Daniel Martín Rodríguez, y financiada por StudioCanal. La película está basada en la serie web del mismo nombre, y es protagonizada por Emilram Cossío, César Ritter y Anahí de Cárdenas.

## Sinopsis
Mientras el mundo se extingue por una infestación zombi iniciada en Perú, Claudia y Felipe entenderán que su amor si es posible… siempre y cuando un borracho y un guachimán los acompañen en su lucha por sobrevivir. Esta es la más loca historia de amor que un apocalipsis zombie en Perú podría generar.

## Reparto
- Emilram Cossío como Felipe[5]
- Anahí de Cárdenas como Claudia[5]
- César Ritter como Arias[5]
- Miguel Iza como el Borracho[5]
- Liliana Trujillo como Santitos[5]
- Pietro Sibille como un cobrador de microbús[5]
- Alicia Mercado como la Hija Carretera[5]
- Víctor Prada como Juanito
- Julián Legaspi como un periodista[5]
- José Peláez como Sebastián
- Natalia Salas como Ximena
- Sebastián Rubio como Carlos
- Fiorella Luna como Zombie Micro
- Dante del Águila como Zombie Micro
- Alfonso Dibós como el Padre Carretera

## Lanzamiento
Aj Zombies! tuvo su estreno internacional en octubre de 2017 en el Mórbido Fest 2017. Posteriormente, se lanzó el tráiler de la película en YouTube alcanzó rápidamente los 3 millones de visualizaciones, para luego estrenarse el 10 de octubre de 2019 en cines peruanos.
La película se ofreció para verla gratis y legalmente en la plataforma Vimeo, sin embargo, el video requiere de un código para acceder a este, algo que no ha sido revelado, haciendo que la película sea imposible de visualizarla en esa plataforma.